# Charbonèiras las Novas
Charbonnières-les-Varennes és un municipi francès situat al departament del Puèi Domat i a la regió d'Alvèrnia-Roine-Alps. L'any 2007 tenia 1.438 habitants.

## Demografia

### Població
El 2007 la població de fet de Charbonnières-les-Varennes era de 1.438 persones. Hi havia 579 famílies de les quals 144 eren unipersonals (64 homes vivint sols i 80 dones vivint soles), 182 parelles sense fills, 223 parelles amb fills i 30 famílies monoparentals amb fills.
La població ha evolucionat segons el següent gràfic:
Habitants censats

### Habitatges
El 2007 hi havia 702 habitatges, 581 eren l'habitatge principal de la família, 58 eren segones residències i 64 estaven desocupats. 672 eren cases i 29 eren apartaments. Dels 581 habitatges principals, 485 estaven ocupats pels seus propietaris, 73 estaven llogats i ocupats pels llogaters i 23 estaven cedits a títol gratuït; 5 tenien una cambra, 26 en tenien dues, 83 en tenien tres, 159 en tenien quatre i 308 en tenien cinc o més. 484 habitatges disposaven pel capbaix d'una plaça de pàrquing. A 201 habitatges hi havia un automòbil i a 341 n'hi havia dos o més.

### Piràmide de població
La piràmide de població per edats i sexe el 2009 era:
| Homes | Edats   | Dones |
| ----- | ------- | ----- |
| 0     | 95 o +  | 0     |
| 4     | 90 a 94 | 0     |
| 8     | 85 a 89 | 12    |
| 4     | 80 a 84 | 4     |
| 8     | 75 a 79 | 28    |
| 24    | 70 a 74 | 32    |
| 12    | 65 a 69 | 24    |
| 20    | 60 a 64 | 32    |
| 48    | 55 a 59 | 12    |
| 32    | 50 a 54 | 36    |
| 44    | 45 a 49 | 68    |
| 52    | 40 a 44 | 44    |
| 52    | 35 a 39 | 56    |
| 40    | 30 a 34 | 48    |
| 56    | 25 a 29 | 32    |
| 24    | 20 a 24 | 24    |
| 12    | 15 a 19 | 60    |
| 48    | 10 a 14 | 32    |
| 72    | 5 a 9   | 20    |
| 32    | 0 a 4   | 24    |

## Economia
El 2007 la població en edat de treballar era de 965 persones, 746 eren actives i 219 eren inactives. De les 746 persones actives 699 estaven ocupades (382 homes i 317 dones) i 46 estaven aturades (18 homes i 28 dones). De les 219 persones inactives 101 estaven jubilades, 58 estaven estudiant i 60 estaven classificades com a «altres inactius».

### Ingressos
El 2009 a Charbonnières-les-Varennes hi havia 603 unitats fiscals que integraven 1.534 persones, la mediana anual d'ingressos fiscals per persona era de 19.503 €.

### Activitats econòmiques
Dels 40 establiments que hi havia el 2007, 2 eren d'empreses extractives, 1 d'una empresa alimentària, 1 d'una empresa de fabricació d'altres productes industrials, 14 d'empreses de construcció, 3 d'empreses de comerç i reparació d'automòbils, 1 d'una empresa de transport, 3 d'empreses d'hostatgeria i restauració, 1 d'una empresa d'informació i comunicació, 6 d'empreses de serveis, 2 d'entitats de l'administració pública i 6 d'empreses classificades com a «altres activitats de serveis».
Dels 16 establiments de servei als particulars que hi havia el 2009, 2 eren paletes, 2 guixaires pintors, 1 fusteria, 7 lampisteries, 1 electricista, 2 perruqueries i 1 restaurant.
Dels 2 establiments comercials que hi havia el 2009, 1 era una fleca i 1 una carnisseria.
L'any 2000 a Charbonnières-les-Varennes hi havia 16 explotacions agrícoles.

## Equipaments sanitaris i escolars
El 2009 hi havia 2 escoles elementals.

## Poblacions més properes
El següent diagrama mostra les poblacions més properes.